# Diego Cavalieri
Diego Cavalieri (sinh ngày 1 tháng 12 năm 1982 ở São Paulo) là một thủ môn người Brasil hiện đang chơi cho câu lạc bộ Botafogo ở Giải vô địch bóng đá Brasil.

## Sự nghiệp
Cavalieri có trận đấu chuyên nghiệp đầu tiên cho SE Palmeiras trong trận thắng 4-0 trước Rio Claro ở giải Campeonato Paulista vào ngày 24 tháng 6 năm 2002.Ở giải Campeonato Brasileiro Serie A Cavalieri chơi 33 trận cho Palmeiras, bị thủng lưới 47 lần 
.
Vào ngày 11 tháng 7 năm 2008 anh ký hợp đồng với Liverpool có thời hạn đến năm 2012 với mức giá không được tiết lộ nhưng được dự đoán vào khoảng 3 triệu bảng Anh.Anh có trận ra mắt ở trận giao hữu trước mùa giải tiếp Tranmere Rovers vào ngày 12 tháng 7 năm 2008.
Cavalieri trở thành cầu thủ Brasil thứ 3 chơi cho Liverpool trong lịch sử cùng với Lucas Leiva và Fábio Aurélio.Đến đây Cavalieri được đeo áo số 1 trước đây thuộc về Jerzy Dudek. Cavalieri cho biết anh mơ ước được chuyển đến châu Âu và anh cho biết sẽ cố gắng hết sức để có vị trí số một trong đội hình.
Ngày 18 tháng 8 năm 2010 anh chuyển tới Cesena sau khi không thể chiếm được vị trí của Pepe Reina. Ngày 29 tháng 12 anh chuyển tới Fluminense.

## Danh hiệu
- Campeonato Paulista: 2008